# Bătălia galactică
Bătălia galactică (1999, Galaxy Quest) este un film SF comedie parodie despre o trupă de actori umani care apară un grup de extratereștri de un dictator militar extraterestru. Acesta a fost regizat de Dean Parisot și scris de David Howard și Robert Gordon. Mark Johnson și Charles Newirth au produs filmul pentru DreamWorks, iar David Newman a compus coloana sonoră. Porțiuni ale filmului au fost turnate în Goblin Valley State Park, Utah, Statele Unite ale Americii, iar creaturile non-umanoide au fost create de Stan Winston Studio pe baza unor modele realizate de Jordu Schell.

## Actori/Roluri
| Actor            | Rol                                         |
| ---------------- | ------------------------------------------- |
| Tim Allen        | Jason Nesmith/Comandor Peter Quincy Taggart |
| Sigourney Weaver | Gwen DeMarco/Lt. Tawny Madison              |
| Alan Rickman     | Sir Alexander Dane/Dr. Lazarus of Tev'Meck  |
| Tony Shalhoub    | Fred Kwan/Tech Sergeant Chen                |
| Daryl Mitchell   | Tommy Webber/Lt. Laredo                     |
| Sam Rockwell     | Guy Fleegman/Membru al echipajului Nr. 6    |
| Robin Sachs      | General Roth'h'ar Sarris                    |
| Justin Long      | Brandon                                     |
| Enrico Colantoni | Mathesar                                    |
| Patrick Breen    | Quellek                                     |
| Missi Pyle       | Laliari                                     |
| Jed Rees         | Teb                                         |
| Jeremy Howard    | Kyle                                        |
| Kaitlin Cullum   | Katelyn                                     |
| Jonathan Feyer   | Hollister                                   |
| Corbin Bleu      | Tommy Webber/Lt. Laredo (9 ani)             |
| Wayne Pére       | Lathe                                       |
| Sam Lloyd        | Neru                                        |
| Rainn Wilson     | Lahnk                                       |
| Heidi Swedberg   | Mama lui Brandon                            |